# Natuurhoorn

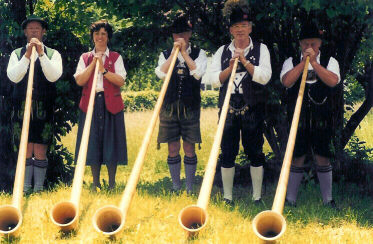
De alpenhoorn is een natuurhoorn.

Een natuurhoorn is een blaasinstrument waarmee tonen te blazen zijn uit de natuurtonenreeks. De techniek van een natuurhoorn is gebaseerd op overblazen. De natuurhoorn onderscheidt zich van de ventielhoorn door het ontbreken van knoppen en ventielen om gemakkelijk chromatisch te kunnen spelen. Op een natuurhoorn kunnen noten die niet in de natuurtonenreeks zitten alleen gespeeld worden door met de hand in de beker de noot te "stoppen", waardoor de noot kan worden verlaagd.
Vanuit de verschillende natuurhoorns ontwikkelden zich de schuifblaasinstrumenten als de schuiftrompet en de trombone en de ventielblaasinstrumenten als de trompet, de tuba en de ventielhoorn.

## Natuurhoorns
- Alpenhoorn
- Buccina
- Cornu
- Didgeridoo
- Hifthoorn
- Jachthoorn
- Lituus
- Bronselur
- Midwinterhoorn
- Olifant (instrument), gemaakt uit de slagtand van een olifant
- Ossenhoorn
- Ramshoorn of Sjofar
- Trompetten van Toetanchamon
- Vuvuzela
- Posthoorn

## Bekende natuurhoornisten
- Stefan Blonk
- Teunis van der Zwart
- Isabelle Roelofs
- Jeroen Billiet